# Капаев, Виктор Кириллович
Виктор Кириллович Капаев (род. 29 марта 1952, Тбилиси, Грузинская ССР, СССР) — советский футболист, защитник, мастер спорта.

## Биография
Воспитанник ессентукской ДЮСШ по игровым видам спорта. Член ВЛКСМ с 1967 года.
Профессиональную карьеру начинал в 1973 году в пятигорской команде «Машук», выступавшей в 3-й зоне Второй лиги чемпионата СССР.
В 1975 году некоторое время провёл в команде Первой лиги — нальчикском «Спартаке», в том же сезоне перешёл в куйбышевские «Крылья Советов». С его участием команда выиграла чемпионат Первой лиги.
Играл за «Крылья» в Высшей лиге в весеннем и осеннем первенствах 1976 года и в 1977 году. По итогам чемпионата 1977 года Крылья Советов заняли последнее место и выбыли в Первую лигу.
Сезон 1978 года провёл в московском «Торпедо». Также в этом сезоне сыграл за вторую сборную СССР в товарищеском матче против бакинского «Нефтчи».
В 1979 году снова играл за «Крылья Советов», вернувшиеся в Высшую лигу. Участвовал в Спартакиаде народов СССР — 1979 в составе сборной РСФСР. Сборная заняла на турнире 4-е место, и Виктор Капаев получил звание мастера спорта.
С 1980 года играл за ставропольское «Динамо».
В 1982 году закончил карьеру.
Закончил Ставропольский педагогический институт.
В 2001 году был тренером юношеской сборной Кавказских Минеральных Вод. В 2004 году — тренером ДЮСШ посёлка Ильинский. В 2011 году был тренером, а затем директором отдела футбола в ставропольском училище олимпийского резерва. С 2012 года тренирует команду «Динамо-2» (Ессентуки).
С 2016 года — старший тренер ОГАУ «ФК „Сахалин“».
Участвует в организации турниров любительских футбольных команд.
Играет в матчах ветеранов «Торпедо» и «Крыльев Советов».

## Клубная статистика
| Выступление         | Выступление      | Выступление      | Лига | Лига | Кубок | Кубок | Прочие | Прочие | Итого | Итого |
| Клуб                | Лига             | Сезон            | Игры | Голы | Игры  | Голы  | Игры   | Голы   | Игры  | Голы  |
| ------------------- | ---------------- | ---------------- | ---- | ---- | ----- | ----- | ------ | ------ | ----- | ----- |
| Машук (Куйбышев)    | вторая           | 1973             | —    | —    | —     | —     | —      | —      | 0     | 0     |
| Машук (Куйбышев)    | вторая           | 1974             | 26   | 0    | —     | —     | —      | —      | 26    | 0     |
| Машук (Куйбышев)    | вторая           | 1975             | 4    | 1    | —     | —     | —      | —      | 4     | 1     |
| Машук (Куйбышев)    | Итого            | Итого            | 30   | 1    | —     | —     | —      | —      | 30    | 1     |
| Крылья Советов      | первая           | 1975             | 30   | 2    | —     | —     | —      | —      | 30    | 2     |
| Крылья Советов      | высшая           | 1976 (в)         | 13   | 0    | —     | —     | —      | —      | 13    | 0     |
| Крылья Советов      | высшая           | 1976 (о)         | 15   | 0    | —     | —     | —      | —      | 15    | 0     |
| Крылья Советов      | высшая           | 1977             | 23   | 0    | 1     | 1     | —      | —      | 24    | 1     |
| Крылья Советов      | высшая           | 1979             | 14   | 0    | —     | —     | —      | —      | 14    | 0     |
| Крылья Советов      | Итого            | Итого            | 95   | 2    | 11    | 1     | —      | —      | 106   | 3     |
| Торпедо (Москва)    | высшая           | 1978             | 6    | 0    | —     | —     | —      | —      | 6     | 0     |
| Торпедо (Москва)    | Итого            | Итого            | 6    | 0    | —     | —     | —      | —      | 6     | 0     |
| Динамо (Ставрополь) | первая           | 1980             | 42   | 0    | 4     | 0     | —      | —      | 46    | 0     |
| Динамо (Ставрополь) | первая           | 1981             | —    | —    | —     | —     | —      | —      | 0     | 0     |
| Динамо (Ставрополь) | вторая           | 1982             | 3    | 0    | —     | —     | —      | —      | 3     | 0     |
| Динамо (Ставрополь) | Итого            | Итого            | 45   | 0    | 4     | 0     | —      | —      | 49    | 0     |
| Всего за карьеру    | Всего за карьеру | Всего за карьеру | 176  | 3    | 15    | 1     | —      | —      | 191   | 4     |